# 135-и западен меридиан
135-ият западен меридиан или 135° западна дължина e меридиан, който се разпростира от Северния полюс на север, през Северния ледовит океан, Северна Америка, Тихия океан, Антарктическия океан и Антарктида, до Южния полюс на юг.
Сформира голяма окръжност с 45-и източен меридиан.
Преминава през Северния полюс, Северния ледовит океан, Море Бофорт, Канада (Северозападните територии, Юкон и Британска Колумбия, САЩ (Аляска), Тихия океан, Френска Полинезия (остров Мангарева), Антарктическия океан, Антарктида и Южния полюс.